# Покотило Людмила Василівна
Людмила Василівна Покотило (нар. 10 липня 1971) — радянська, українська та російська футболістка та тренерка, півзахисниця.

## Життєпис
Футболом захоплювалася з підліткового віку. Дорослу футбольну кар'єру розпочала 1987 році в київському «Більшовику», перший тренер — Леонід Петрович Чернов. У 1989 році під час товариського матчу проти «Ниви», талановиту півзахисницю помітили представники баришівського клубу й запросили в команду. Разом з «Нивою» двічі вигравала чемпіонат СРСР (1989, 1990). У 1991 році перейла до київської «Арени», у складі якої в останньому розіграші чемпіонату СРСР столичний клуб фінішував 4-им. У першому розіграші незалежного чемпіонату України стала срібною призеркою. Наступного сезону вже під керівництвом Володимира Євгеновича Ішкова «арена-Господар» оформила «золотий дубль», виграла чемпіонат та кубок країни. У 1994 році перейшла в київське «Динамо», але вже в кінці року з ініціативи Григорія Суркіса жіночу команду «Динамо» розформували.
Після цього виїхала до Росії, де стала гравчинею одного з двох найсильніших тогочасних клубів країни, ЦСК ВПС (Самара). У команді виступала з 1995 по 1996 рік., визнавалася найкращою захисницею чемпіонату. Тому вирішила прийняти пропозицію захищати на міжнародному рівні Росію, але за вище вказану збірну майже не грала. Потім намагалася переїхати за кордон, але через бюрократичні перепони не грала протягом двох років. Завдяки Олександру Федоровичу Чубарову працевлаштувалася в одній з команд німецької Оберліги, де через півтора року завершила кар'єру гравчині.
Потім повернулася до України, працювала в букмекерській конторі. Отримала тренерську ліцензію категорії «C». Потім півтора року очолювала жіночу збірну Ірану з футзалу, разом з якою займали 4-те місце на чемпіонаті Азії. Потім повернулася до України. Тренувала клуб Першої ліги СК «Вишневе». 
З 1 серпня 2019 року — головна тренерка ковалівського «Колоса».

## Досягнення

### Клубні
«Нива» (Баришівка)
- Чемпіонат СРСР
  -  Чемпіон (1): 1990

- Чемпіонат ВДФСОП
  -  Чемпіон (1): 1989

«Арена» (Київ)
- Вища ліга України
  -  Чемпіон (1): 1993
  -  Срібний призер (1): 1992

- Кубок України
  -  Володар (1): 1993
  -  Фіналіст (1): 1992

ЦСК ВПС
- Чемпіонат Росії
  -  Чемпіон (1): 1996
  -  Срібний призер (1): 1995

- Кубок Росії
  -  Фіналіст (1): 1996

- Кубок чемпіонаів Співдружності
  -  Володар (1): 1996[6]

### У збірній
Росія
- Кубок Бразилії
  -  Бронзовий призер (1): 1996[7]

### Індивідуальні
- У списку 33-х найкращих футболісток чемпіонату Росії (1): 1995[8]